# Novotel Monte-Carlo
Novotel Monte-Carlo är ett trestjärnigt hotell som ligger på 16 Boulevard Princesse Charlotte i Moneghetti i Monaco. Hotellet har totalt 218 hotellrum varav tio är hotellsviter fördelat på elva våningar. Den ägs av hotellkedjan Novotel, som i sin tur ägs av hotelljätten Accor.
Hotellet uppfördes mellan 2004 och 2007 till en kostnad på omkring 50 miljoner euro. Invigningen skedde den 30 oktober 2007.